# Crisia bifurcata
Crisia bifurcata is een mosdiertjessoort uit de familie van de Crisiidae. De wetenschappelijke naam van de soort is voor het eerst geldig gepubliceerd in 1976 door Brood.